# ラージャーラーム3世
ラージャーラーム3世（Rajaram III, 1897年7月31日 - 1940年10月26日）は、インドのデカン地方、コールハープル藩王国の君主（在位：1922年 - 1940年）。

## 生涯
1897年7月31日、コールハープル藩王国の君主シャーフーの息子として、コールハープルで誕生した。
1911年、英王ジョージ5世の戴冠式ならびに、デリー・ダルバールに出席した。
1922年5月6日、父シャーフーが死亡したことにより、藩王位を継承した。
1940年10月26日、ラージャーラーム3世はボンベイで死亡した。死後、養子となったシヴァージー7世が藩王位を継承した。